# Lolita Sevilla
Ángeles Moreno Gómez, plus connue sous le nom de scène de Lolita Sevilla, née le 20 mars 1935 à Séville et morte le 16 décembre 2013 (à 78 ans) à Madrid, est une actrice et chanteuse espagnole. L'un de ses rôles les plus marquants au cinéma est celui de Carmen Vargas dans la comédie Bienvenue Mr Marshall (¡Bienvenido Mister Marshall!).

## Filmographie

### Comme actrice
- 1953 : Bienvenue Mr Marshall : Carmen Vargas
- 1954 : Tres citas con el destino
- 1954 : L'Aventurier de Séville  : Pepilla
- 1956 : La chica del barrio : Susana
- 1956 : Malagueña : Laura Reyes
- 1957: Tremolina : Lolilla
- 1958 : El fotogénico
- 1958 : Habanera
- 1967 : Lo que cuesta vivir

### Comme chanteuse
- 1953 : Bienvenue Mr Marshall : "Tío páseme el río", "Ni cariño ni dinero", "Coplillas de las divisas", "De Sevilla al Canadá"
- 1976 : Canciones para después de una guerra (documentaire) :  "Americanos (Coplillas de las divisas)"
- 1987 : La estanquera de Vallecas : "Suspiros de España"
- 2010 : 50 años de (série TV) : épisode Folclóricas ("Copla de las divisas")